# أحمد الصغير (لاعب كرة قدم ليبي)
أحمد الصغير (مواليد 19 ديسمبر 1989 في البيضاء) لاعب كرة قدم ليبي يجيد اللعب في خط دفاع . يلعب لصالح نادي نادي الأخضر الليبي و لعب احمد الصغير مع نادي حرس الحدود المصري في عقد طالت مدتها لموسمين و كان لدى اللاعب الدولي الكثير من العروض الأخرى في سنة 2013 وكان افضل لاعب في 2013  و قام اللاعب بتوقيع عقد مع نادي المحرق البحريني لمدة 6 شهور و كان احمد الصغير مساهم في فوز فريقه بالكأس البحريني و لازال المستقبل ينتظر اللاعب الشاب الصاعد لاثبات قدراته الرياضية في مجال كرة القدم